# Туллія Молодша
Туллія Молодша (*д/н —492 до н. е.) — жінка-політик часів Стародавнього Риму, донька й дружина римських царів.

## Життєпис
Донька царя Сервія Туллія. Про молоді роки немає відомостей. Спочатку її батько видав Туллію за Аруна Тарквінія, одного з майбутніх спадкоємців влади. Від народження вона була наділена політичними амбіціями. Тому Туллія Молодша разом з Луцієм Тарквінієм, братом Аруна, організувала вбивства свого чоловіка й своєї сестри, дружини Луція. Згодом взяла шлюб із Тарквінієм.
Туллія Молодша все більше впливала на думки Луція Тарквінія щодо захоплення влади. Вони разом змогли перетягнути на свій бік значну частину сенаторів та впливових громадян Риму. Зрештою Туллія Молодша була одним з організаторів заколоту проти Сервія Туллія. Останнього було вбито на форумі. Вона в'їхала на колісниці на форум і, не сторопівши серед юрби чоловіків, викликала чоловіка з курії і перша назвала його царем. Після цього проїхала по форуму, переїхавши мертвого батька. Загалом це трактують як жорстокість. Але в діях був символічний зміст: перехід влади від старого до нового царя. До того ж у Римі встановилася практика передачі царської влади по жіночій лінії.
Весь час правління Луція Тарквінія Туллія Молодша була найвірнішою порадницею та помічницею царя. Фактично вони були двома співволодарями Риму. Після вигнання Тарквініїв з Риму Туллія Молодша оселилася разом із чоловіком у місті Тускул, де й померла у 492 році до н. е.